# リー・ピアソン (馬術選手)

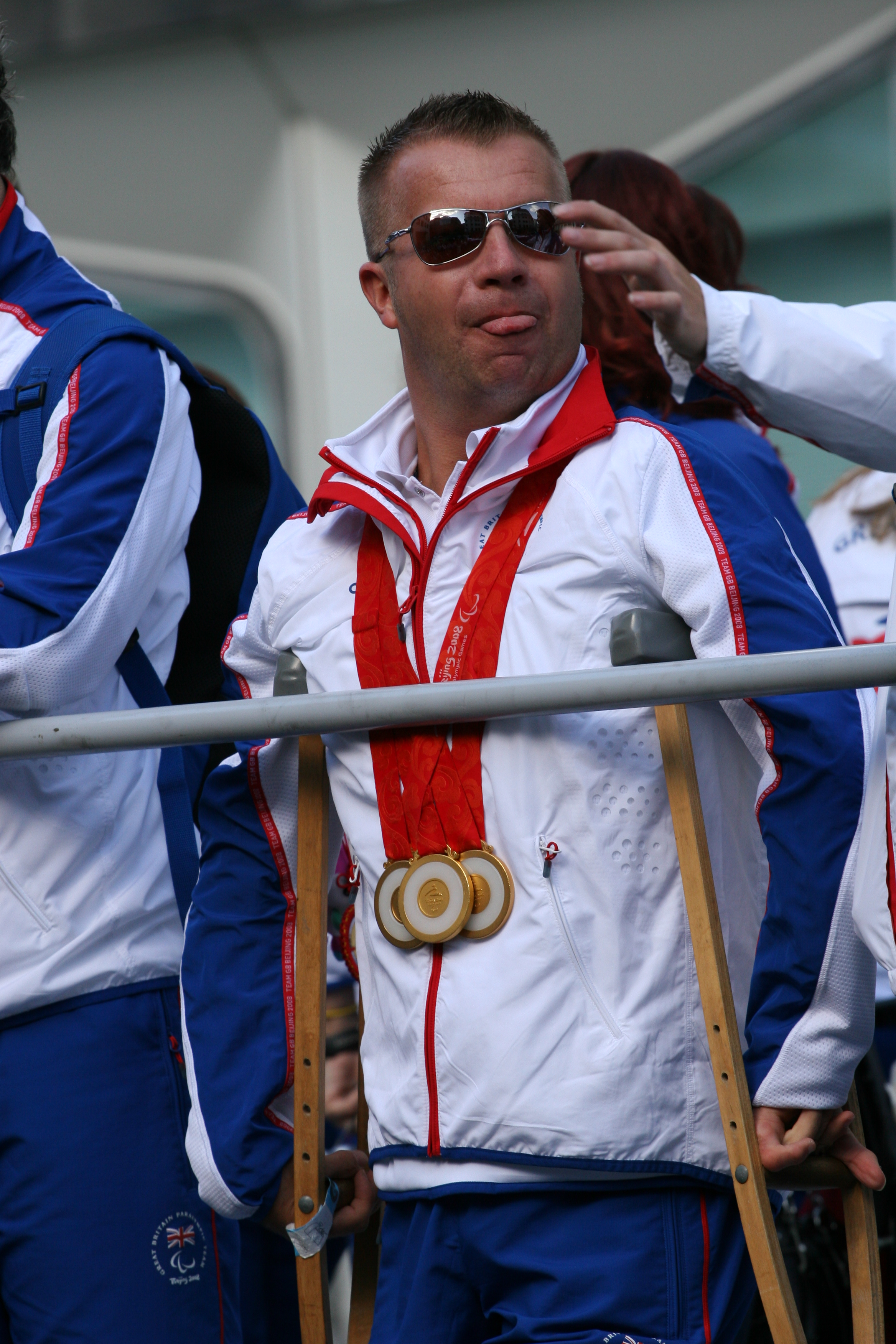
2008年の北京パラリンピックからの凱旋パレードに参加したリー・ピアソン

リー・ピアソン（Sir David Lee Pearson CBE 1974年2月4日- ）は、イギリスの馬術競技選手。イギリス代表選手として、2019年時点で、5回のパラリンピックに出場し、11個の金メダルを獲得した。パラリンピックに大陸別の大会や世界選手権大会を含めると、合計で30個以上の金メダルを手にしている。

## 生い立ち
ピアソンには先天的に多発性関節拘縮症がある。1980年に当時の首相、マーガレット・サッチャーが「ダウニング街10番地」こと首相官邸に、ピアソンを抱きかかえて招き入れ、「勇気のある子ども賞」（Children of Courage medal）を授与した。
ピアソンは1996年のアトランタ・オリンピックを見てやる気になり、プロフェッショナルな馬術選手になることに決めた。続く2000年から2016年までの5回のパラリンピックに、馬場馬術、フリースタイル・ドレサージュ、馬場馬術団体で出場し、多数のメダルを得た。
ピアソンは、2012年のロンドン・パラリンピックでフリースタイルで優勝を逃したことについて、イギリス人審判が非常に厳しい採点をしたと述べ、次回大会（リオデジャネイロ・パラリンピック）では別の馬で出場するとした。
ピアソンはスタフォードシャーに自身の練習用馬場を持ち、イギリス各地で乗馬を教えている。

## 私生活
ピアソンはスタッフォードシャーで自分の馬場馬術場を経営し、英国各地で多くの馬場馬術を教えている。 リー・ピアソンはイギリスのチェドルトンで生まれた。 ピアソンは英国チームの最初のオープン ゲイ メンバーであり、LGBTQ+ の権利の擁護者でもある。 2020年、15歳の里子のひとり里親になった。